# Szigorúan csak szex
A Szigorúan csak szex (eredeti cím: Strictly Sexual) 2008-ban bemutatott amerikai vígjáték, dráma, amelyet Joel Viertel rendezett és Stevie Long írt. A főszerepben Amber Benson, Johann Urb, Kristen Kerr, Stevie Long és Trevor Murphy látható.

## Cselekmény
Los Angelesben a gazdag, pályakezdő írónő, Donna és legjobb barátnője (szintén pályakezdő ruhatervező), Christi Ann unja a kapcsolatokat, és úgy döntenek, hogy egy bárban keresnek két kísérőt egy egyéjszakás kalandra. 
Eközben Stanny és Joe építőmunkások és legjobb barátok New Yorkból érkeznek, de Los Angelesben egyelőre nem találnak munkát. Pénz híján a srácok úgy döntenek, hogy elmennek egy puccos bárba inni, majd a számla kifizetése nélkül távoznak, mivel nincs pénzük kifizetni az italt. Donna és Christi Ann észreveszik az arányosan izmos Stannyt és Joe-t, és hazahívják őket magukhoz, mert azt hiszik, hogy gigolók, akik az „építőmunkás” szerepet vették fel. 
Egy együtt töltött éjszaka után a nők rájönnek a félreértésre, és arra, hogy a férfiak valóban munkanélküli építőmunkások. A nők felajánlják, hogy a férfiak a medence melletti kabinjukban maradhatnak, sörrel és étellel látják el őket, amíg a fiúk munkát keresnek. Cserébe „behívhatók” lennének hozzájuk egy szigorúan szexuális kapcsolatban. 
Az ezt követő hónapok során a párok közelebb kerülnek egymáshoz, és a kapcsolatuk fejlődésével és növekedésével együtt változnak az érzéseik és a viselkedésük is, mélyebb   romantikus érzelmek kezdenek kialakulni.

## Szereplők
- Amber Benson – Donna
- Johann Urb – Joe
- Kristen Kerr – Christi Ann
- Stevie Long – Stanny
- Trevor Murphy – Damian
- Brooke Allen – Cassandra
- Elizabeth Wood – Nő a ruhaüzletben
- Ashley Hinson – Alkalmazott a butikban
- Shravan Kambam – Niki
- Scott Weston – Scott
- Rick Ramnath – Rich
- Lindsay Frame – társnő
- Carlos Conrado Sanchez – Carlos
- Justin Phillips – Justin
- Mark Radcliffe – Mark

## Fordítás
- Ez a szócikk részben vagy egészben  a   Strictly Sexual című angol Wikipédia-szócikk fordításán alapul.  Az eredeti cikk szerkesztőit annak laptörténete sorolja fel. Ez a jelzés csupán a megfogalmazás eredetét és a szerzői jogokat jelzi, nem szolgál a cikkben szereplő információk forrásmegjelöléseként.